# ادوارد لوئیس اسپیرز
ادوارد لوئیس اسپیرز (انگلیسی: Edward Spears; ۷ اوت ۱۸۸۶ – ۲۷ ژانویهٔ ۱۹۷۴) فرد نظامی اهل بریتانیا بود. وی همچنین برندهٔ جوایزی همچون لژیون دونور (فرمانده) و صلیب نظامی شده‌است.